# سیدو دیارا
سیدو الیمان دیارا (انگلیسی: Seydou Elimane Diarra؛ زادهٔ ۲۳ نوامبر ۱۹۳۳ – درگذشتهٔ ۱۹ ژوئیه ۲۰۲۰) سیاستمدار اهل ساحل عاج بود. وی دو بار از ۱۸ مه ۲۰۰۰ تا ۱۸ اکتبر ۲۰۰۰ و سپس از ۱۰ فوریه ۲۰۰۳ تا ۷ دسامبر ۲۰۰۵ نخست‌وزیر ساحل عاج بود.